# Tit Manli Torquat (cònsol 235 i 224 aC)
Tit Manli Torquat (en llatí: Titus Manlius T. F. T. N. Torquatus Atticus) va ser un magistrat romà. Era fill del llegat Luci Manli Torquat i germà d'Aulus Manli Torquat Àtic, cònsol dues vegades. Formava part de la gens Mànlia, i era de la família dels Manli Torquat.
Va ser elegit cònsol per primera vegada l'any 235 aC amb Gai Atili Bulb, any en què va derrotar els sards i va obtenir els honors del triomf. En aquest any es va tancar la porta del temple de Janus (cosa que es feia quan no hi havia guerra) a causa que hi havia una pau universal. Això no s'havia produït des de temps del rei Numa Pompili.
L'any 231 aC va ser elegit censor amb Quint Fulvi Flac, però va haver de renunciar abans d'acabar el mandat perquè els auspicis van presentar signes desfavorables.
El 224 aC va ser cònsol per segona vegada amb Quint Fulvi Flac i junts van fer la guerra contra els gals al nord d'Itàlia. Van ser els dos primers generals romans que van travessar el riu Po.
Titus Livi diu que havia heretat la severitat de la seva família (priscae ac nimis durae severiiatis), i així, l'any 216 aC es va oposar a pagar rescat pels romans fets presoners a la batalla de Cannes. El 215 aC va ser enviat a Sardínia degut a la malaltia del pretor Quint Muci, governador de la província, i a l'illa va fer la guerra contra els cartaginesos i contra els sards que s'havien revoltat a favor d'aquests. L'any 212 aC va ser candidat a pontífex màxim, però va ser derrotat per Publi Licini Cras, que era molt més jove.
L'any 210 aC el poble el volia elegir cònsol, però va refusar el càrrec. I l'any 208 aC va ser nomenat dictador per dirigir els comicis i presidir els jocs organitzats pel pretor Marc Emili. Va morir l'any 202 aC.